# Oliver Bozanić
Oliver John Justin Bunting Bozanić (Sydney, 8 de janeiro de 1989), é um futebolista Australiano que atua como meia. Atualmente, joga pelo Melbourne Victory.

## Títulos

#### Central Coast Mariners
- A-League Premiership: 2011–12
- A-League Championship: 2012–13

#### Austrália
- AFF U-19 Youth Championship: 2006